# Tadashi Sasaki
Tadashi Sasaki (japanisch 佐々木 善, Sasaki Tadashi; * 19. Mai 1966) ist ein ehemaliger japanischer Fußballspieler.

## Karriere
Seinen ersten Vertrag unterschrieb er 1989 bei Mitsubishi Motors. Der Verein spielte in der zweithöchsten Liga des Landes, der Japan Soccer League Division 2. 1989/90 wurde er mit dem Verein Meister der Division 2 und stieg in die Division 1 auf.  Mit Gründung der Profiliga J.League 1992 und der damit verbundenen Neuorganisation des japanischen Fußballs wurde der Mitsubishi Motors zu Urawa Reds. Ende 1992 beendete er seine Karriere als Fußballspieler.